# 위 (춘추 전국)

위(衞, 기원전 11세기? ~ 기원전 209년)는 중국 주나라의 제후국이자 춘추 전국 시대의 주요 국가들 중의 하나이다. 유력한 주나라와 동성인 제후국 중의 하나였다.

## 역사
위나라는 상나라가 서주에 의해 멸망한 직후 서주 무왕의 친동생인 위 강숙이 상의 수도였던 조가(朝歌)와 그 주위의 땅에 봉해짐으로써 세워졌다. 처음의 봉호는 위가 아니었으나 점차 그 영토가 성장함으로써 국호를 위로 바꿨다.
《사기》에 따르면, 처음 강숙이 봉토를 받은 후 2대 위 강백부터 7대 위후인 위 정백까지 '백'으로 일컫다가 위 경후 때에 주 이왕에게 뇌물을 바치고 '후'를 칭했다. 기원전 771년 견융에 의해 서주의 수도 호경이 함락되었을 때 주 평왕의 요청으로 위 무공이 진(晉), 진(秦)과 함께 견융을 몰아낸 공으로 공작이 되었다. 이때 위 무공이 주 왕실의 사도가 됨으로써 위나라는 전성기를 맞았다.
그러나 위 무공이 사망한 후 공자들 간의 계승문제로 공실이 혼란에 빠졌고 국력이 점점 약화되었다. 기원전 718년에 위 선공이 즉위함으로써 이 혼란은 진정되었다. 하지만 훗날 위 혜공, 의공의 학정으로 계속적으로 국력을 약화시켰고, 기원전 660년에 결국 북적의 침공으로 수도 조가가 함락되고 의공은 살해되었다.
곧 위 대공을 거쳐 위 문공이 즉위하여, 제 환공의 도움을 받아 수도를 초구(楚丘)로 옮겨 나라를 수습하였다. 이후 북적의 계속된 침입으로 제구(帝丘)로 또 천도하였으며, 북적의 침입 등으로 국력이 계속해서 약화되어 전국시대 초기에는 조와 제, 초, 위(魏)의 압박을 받았고, 기원전 241년에는 진(秦)이 위(魏)를 침공하면서 위나라의 영토인 제구(帝丘) 주변에 동군(東郡)을 설치하고 야왕현(野王縣)에 위나라를 옮김으로써 위는 사실상 진나라의 속국이 되었다. 위 원군의 아들 위군 각은 기원전 209년 진 이세황제 호해에 의해 폐위되었다.

## 역대 군주 목록
| 대수      | 시호        | 이름        | 재위 기간                   |
| --------- | ----------- | ----------- | --------------------------- |
| 1         | 강숙 (康叔) | 봉(封)      |                             |
| 2         | 강백 (康伯) | 모(牟)      |                             |
| 3         | 효백 (孝伯) |             |                             |
| 4         | 사백 (嗣伯) |             |                             |
| 5         | 첩백 (𢈻伯) |             |                             |
| 6         | 정백 (靖伯) |             |                             |
| 7         | 정백 (貞伯) |             | ? ~ 기원전 867년            |
| 8         | 경후 (頃侯) |             | 기원전 866년 ~ 기원전 855년 |
| 9         | 희후 (僖侯) |             | 기원전 854년 ~ 기원전 813년 |
| 10        | 공백 (共伯) | 여 (餘)     | 기원전 813년                |
| 11        | 무공 (武公) | 화 (和)     | 기원전 812년 ~ 기원전 758년 |
| 12        | 장공 (莊公) | 양 (揚)     | 기원전 757년 ~ 기원전 735년 |
| 13        | 환공 (桓公) | 완 (完)     | 기원전 734년 ~ 기원전 719년 |
| 14        |             | 주우 (州吁) | 기원전 719년                |
| 15        | 선공 (宣公) | 진 (晉)     | 기원전 718년 ~ 기원전 700년 |
| 16        | 혜공 (惠公) | 삭 (朔)     | 기원전 699년 ~ 기원전 696년 |
| 17        |             | 검모 (黔牟) | 기원전 695년 ~ 기원전 688년 |
| 18 (복위) | 혜공 (惠公) | 삭 (朔)     | 기원전 687년 ~ 기원전 669년 |
| 19        | 의공 (懿公) | 적 (赤)     | 기원전 668년 ~ 기원전 660년 |
| 20        | 대공 (戴公) | 신 (申)     | 기원전 660년                |
| 21        | 문공 (文公) | 훼 (燬)     | 기원전 659년 ~ 기원전 635년 |
| 22        | 성공 (成公) | 정 (鄭)     | 기원전 634년 ~ 기원전 632년 |
| 23        |             | 숙무 (叔武) | 기원전 632년                |
| 24        |             | 하 (瑕)     | 기원전 631년 ~ 기원전 630년 |
| 25 (복위) | 성공 (成公) | 정 (鄭)     | 기원전 630년 ~ 기원전 600년 |
| 26        | 목공 (穆公) | 속 (速)     | 기원전 599년 ~ 기원전 589년 |
| 27        | 정공 (定公) | 장 (臧)     | 기원전 588년 ~ 기원전 577년 |
| 28        | 헌공 (獻公) | 간 (衎)     | 기원전 576년 ~ 기원전 559년 |
| 29        | 상공 (殤公) | 추 (秋)     | 기원전 558년 ~ 기원전 547년 |
| 30 (복위) | 헌공 (獻公) | 간 (衎)     | 기원전 546년 ~ 기원전 544년 |
| 31        | 양공 (襄公) | 악 (惡)     | 기원전 543년 ~ 기원전 535년 |
| 32        | 영공 (靈公) | 원 (元)     | 기원전 534년 ~ 기원전 493년 |
| 33        | 출공 (出公) | 첩 (輒)     | 기원전 492년 ~ 기원전 480년 |
| 34        | 장공 (莊公) | 괴외 (蒯聵) | 기원전 480년 ~ 기원전 479년 |
| 35        |             | 반사 (般師) | 기원전 478년                |
| 36        |             | 기 (起)     | 기원전 477년                |
| 37 (복위) | 출공 (出公) | 첩 (輒)     | 기원전 476년 ~ 기원전 470년 |
| 38        | 도공 (悼公) | 검 (黔)     | 기원전 469년 ~ 기원전 465년 |
| 39        | 경공 (敬公) | 불 (弗)     | 기원전 464년 ~ 기원전 432년 |
| 40        | 소공 (昭公) | 규 (糾)     | 기원전 431년 ~ 기원전 426년 |
| 41        | 회공 (懷公) | 미 (亹)     | 기원전 425년 ~ 기원전 415년 |
| 42        | 신공 (愼公) | 퇴 (頹)     | 기원전 414년 ~ 기원전 373년 |
| 43        | 성공 (聲公) | 훈 (訓)     | 기원전 372년 ~ 기원전 362년 |
| 44        | 성후 (成侯) | 속 (速)     | 기원전 361년 ~ 기원전 333년 |
| 45        | 평후 (平侯) | 경 (勁)     | 기원전 332년 ~ 기원전 325년 |
| 46        | 사군 (嗣君) |             | 기원전 324년 ~ 기원전 283년 |
| 47        | 회군 (懷君) |             | 기원전 282년 ~ 기원전 253년 |
| 48        | 원군 (元君) |             | 기원전 252년 ~ 기원전 230년 |
| 49        |             | 각 (角)     | 기원전 229년 ~ 기원전 209년 |

## 참고 문헌
- 사기(史記) 권 37
- 춘추좌씨전